# Something to Die For
Something to Die For è il quarto album musicale del gruppo musicale The Sounds, pubblicato nel 2011. Le tracce Yeah Yeah Yeah e l'omonima Something to Die For sono state scelte come colonna sonora del film Scream 4, quarto capitolo della saga horror statunitense.

## Tracce
1. It's So Easy – 2:33
2. Dance with the Devil – 4:47
3. The No No Song – 3:53
4. Better Off Dead – 4:55
5. Diana – 3:35
6. Something To Die For – 5:33
7. Yeah Yeah Yeah – 3:58
8. Won't Let Them Tear Us Apart – 4:07
9. The Best of Me – 4:48
10. Wish You Were Here – 3:08